# 범죄예방 환경설계
범죄 예방 환경 설계 또는 셉테드(CPTED, Crime prevention through environmental design)는 건축 환경 설계를 이용해 범죄를 예방하려는 연구 분야로서 아파트ㆍ학교ㆍ공원 등 도시생활공간의 설계 단계부터 범죄를 예방할 수 있도록 다양한 안전시설 및 수단을 적용한 도시계획 및 건축설계를 말한다. 범죄학, 건축학, 도시공학 등 학문 응용 분야이다.

## 원리ㆍ전략
범죄를 예방하려는 환경 설계란 적절한 설계와 건축 환경을 유효히 활용해 범죄 발생 수준과 범죄를 대상으로 한 공포를 감소하게 하고 생활의 질을 향상하게 하는 기법이다. 이것을 구성하는 원리이자 전략은 연구자에 따라 조금씩 차이가 있으나 대체로 세 가지 원리인 자연스러운 감시, 자연스러운 접근 통제, 영역성과 두 가지 부가 원리인 활동의 활성화, 유지와 관리로 구성된다.

### 자연스러운 감시
자연스러운 감시는 건물이나 시설물 배치 시에 시야를 가리는 구조물을 없애는 등 일반인의 가시권을 최대화하여 공공장소에서의 범죄에 대한 자연적 감시가 이루어지도록 하는 것이다.

### 자연스러운 접근 통제
자연스러운 접근 통제는 보호해야 할 공간의 출입을 제어해 범죄 목표를 향한 접근을 어렵게 하고 범행 노출(발각) 가능성을 제고하는 설계 원리이다. 이는 보행로, 조경, 대문 등을 출입자들이 범죄 행위에 최대한 노출될 수 있도록 설계하여 비인가 자들의 출입을 자연스럽게 차단하는 효과를 불러온다.

### 영역성 강화
영역성은 주민에게 가성 영역의 소속감을 제공하여 범죄를 대상으로 한 관심을 제고하고 자신의 영역 내에서 심리적 안정감을 부여하여 공적인 영역과 사적인 영역을 명확히 구분지음으로써 잠재성 범죄자에게 그런 영역성을 인식하게 하여 범행시도를 어렵게 하는 기법이다.

### 부가 원리

#### 활동의 활성화
활동의 활성화는 주민이 함께 어울릴 환경을 조성하여 시민의 눈에 의한 자연스러운 감시 영역, 활동을 강화하는 기법이다.

#### 유지와 관리
유지와 관리 원리는 시설물을 깨끗하고 정상으로 유지하여 범죄예비자의 범행욕구를 초기에 차단하여 범죄를 예방하는 기법으로서 깨진 창문 이론과 그 맥락이 같다.

## 적용 사례

### 해외
미국 플로리다주(州)에서는1996년부터 범인들이 마이애미 북부 주거지역으로 연결되는 78개의 도로를 막는 ‘접근통제’ 셉테드를 도입했다. 또한 게인즈빌 시에서는 편의점 유리창을 가리는 게시물 부착을 금지시켰다. 계산대도 외부에서 잘 보이는 위치에 설치하도록 하고 주차장엔 감시카메라(CCTV)와 밝은 조명을 설치하도록 했다. 이러한 노력으로 인구 10만명당 6441건의 재산범죄가 2005년 인구 10만명당 3974건으로 39%가 감소하였다.
1980년대 후반 런던의 에드먼턴, 햄리츠 타워, 해머스미스 세 지역에서 가로 조명을 평균 5럭스(lux) 이하에서 10럭스로 높이자 세 곳 모두에서 무질서와 범죄에 대한 두려움이 줄어들고 보행자의 도로 사용률도 50% 이상으로 급격히 증가했다.

### 국내
2014년 4월 용산경찰서와 용산구청에서는 지표면 바닥에 푸른불빛이 나는 발광형광등150개를 설치하여 시민들이 안전하게 야간 통행을 할 수 있도록 하였고 서울 동작구는 2014년 9월초 건물 30곳의 현관에 성인 여성의 키와 비슷한 160센티 높이에 30센치 넓이를 가진 거울같은 효과가 나는 '미러시트(반사필름)'을 부착하였다.

## 역사
현대 범죄 예방 환경 설계론이 유래한 시초인 제인 제이콥스는 1961년 저서 《위대한 미국 도시의 생사》에서 도시 재개발에 따른 범죄 문제를 대상으로 한 해법을 도시 설계 방법을 이용해 제시하고서 1971년 씨 레이 제프리의 《환경 설계를 통한 범죄 예방》과 1972년 오스카 뉴먼의 《방어 공간》 등 책에서 환경 설계와 범죄 상관관계 연구가 발표되었다. 셉테드}CPTED는 제프리의 이 책 제목을 원용한 용어고 1970년대 미국에서 범죄 예방 환경 설계를 주거지뿐만 아니라 공공시설과 학교에 적용하기 시작하면서 관련 연구가 본격으로 발전하였다.

## 세계의 관련 정책
세계 제국에서는 범죄 예방 환경 설계를 정책에 반영한다. 이것은 도시 설계 계획에서 개별 건축 자재 품질관리까지 다양한 방법으로 시행된다. 영국에서는 방범 환경 설계 제도를 제정하여 1992년부터 표준 규격화 실험 기준과 경찰청에서 하는 심사를 통과한 건축 자재나 건축물에 인증을 부여한다. 네덜란드에서는 경찰 안전 주택 인증 제도를 1994년에 도입해 1996년부터 전국에 확대 실시하여 표준에 부합하는 건축 재료나 구조에 인증을 부여한다. 이런 정책을 실시한 결과로 영국에서 방범 환경 설계 제도를 도입한 주택단지는 미도입 주택단지보다 절도, 차량 범죄, 손괴 행위를 위시한 범행이 덜 발생했고 네덜란드에서는 연간 주거 침입 절도가 1997년 12만 건에서 2000년 8만6천 건으로 반감했다.

### 대한민국의 관련 정책
대한민국에서는 1990년대에 유입되어 연구되어 오다가, 2005년에 범죄 예방 환경 설계를 정책에 본격으로 반영하기 시작해 경찰청에서 관련 정보와 지침을 배포하고 부천시에서 일반주택단지에 범죄 예방 환경 설계를 시범 적용하고서 판교 신도시를 위시해 개발에 확대해 적용했고 서울시의 뉴타운 사업에도 적용되었다. 그 후 관련 학계와 연구 기관에서 제도화ㆍ표준화 연구된다.

## 가고문헌
1. ↑  Crime Prevention Through Environmental Design
2. ↑  “International CPTED Association (국제 셉테드 학회)” (영어). 2010년 5월 15일에 원본 문서에서 보존된 문서. 2011년 2월 6일에 확인함. Crime Prevention Through Environmental Design (CPTED) is defined as a multi-disciplinary approach to deterring criminal behavior through environmental design.…(중략)…It is pronounced sep-ted and is known by various labels or names around the world such as Designing Out Crime and other acronyms.
3. ↑  Timothy Crowe. 《Crime Prevention Through Environmental Design》 (영어) Seco판. Butterworth-Heinemann. ISBN 978-0-7506-7198-9. the proper design and effective use of the built environment can lead to a reduction in the fear and incidence of crime, and an improvement in the quality of life. |출판사=에 외부 링크가 있음 (도움말)
4. ↑  박현호 (2007년 12월 20일). “범죄 예방 환경 설계[CPTED] 표준화 연구[Ⅰ]” (PDF). 국립경찰대학교, 산업자원부 기술표준원: 8~10.[깨진 링크(과거 내용 찾기)] 경찰청 정보 공개 게시판[깨진 링크(과거 내용 찾기)] 참고.
5. ↑  신의기 외 (2008):69~71쪽.
6. ↑  박형민 외 (2009년 12월). “범죄 예방을 위한 환경 설계[CPTED]의 제도화 방안(Ⅱ)” (PDF). 한국형사정책연구원: 37~38. ISBN 978-89-7366-766-6.[깨진 링크(과거 내용 찾기)] 한국형사정책연구원 게시판 보관됨 2011-01-20 - 웨이백 머신 참고.
7. ↑  주간동아2006.08.15 548 호 (p 26 ~ 27), .
8. ↑  범죄 예방 환경 디자인. 셉테드|작성자 브런치앤비어, 기타 설명.
9. ↑  Jane Jacobs (1961). 《The Death and Life of Great American Cities》. New York:Random House.
10. ↑  C. Ray. Jeffery (1971). 《Crime Prevention Through Environmental Design》. Sage Publications. ISBN 9780803900868.
11. ↑  Oscar Newman (1972). 《Defensible Space》. New York:Macmillan.
12. ↑  신의기 외 (2008):57~60쪽.
13. ↑  신의기 외 (2008):89~123쪽.
14. ↑  박현호 (2006년 8월 15일). “셉테드 도입 9년 만에 범죄율 39% ‘뚝’”. 《주간동아》 548호.
15. ↑  김용화 외 (2005년 9월). “환경 설계를 통한 범죄 예방[CPTED] 방안” (PDF). 경찰청.[깨진 링크(과거 내용 찾기)] 경찰청 정보공개 게시판[깨진 링크(과거 내용 찾기)] 참고.
16. ↑  ―. “범죄 예방을 위한 설계 지침” (HWP). 경찰청.[깨진 링크(과거 내용 찾기)] 경찰청 정보 공개 게시판[깨진 링크(과거 내용 찾기)] 참고.
17. ↑  박형민 (2009). “CPTED 이론의 적용 현황” (PDF). 《형사정책연구소식》 (한국형사정책연구원). 제109호 (2009년 봄호): 7쪽.[깨진 링크(과거 내용 찾기)] 한국형사정책연구원 게시판[깨진 링크(과거 내용 찾기)] 참고.
18. ↑  ― (2006). “경찰백서”. 경찰청. 2011년 2월 6일에 확인함.[깨진 링크(과거 내용 찾기)]
19. ↑  이현택 (2009년 3월 16일). “신축 뉴타운 범죄 예방형으로”. 중앙일보.[깨진 링크(과거 내용 찾기)]
20. ↑  ― (2009년 3월). “서울시 재정비촉진(뉴타운)사업 "범죄 예방 환경 설계(CPTED)" 지침” (PDF). 서울특별시 균형발전본부.[깨진 링크(과거 내용 찾기)] 경찰청 정보공개 게시판[깨진 링크(과거 내용 찾기)] 참고.

- 신의기 외 (2008년 12월). “범죄 예방을 위한 환경 설계의 제도화 방안” (PDF). 한국형사정책연구원. ISBN 978-89-7366-753-6.[깨진 링크(과거 내용 찾기)] 한국형사정책연구원 게시판[깨진 링크(과거 내용 찾기)] 참고.

## 같이 보기
- 깨진 창문 이론